# TodoSega
TodoSega fue una revista española iniciada en abril de 1993 y editada por Hobby Press. Se dedicaba a dar información sobre el mundo de los videojuegos de las videoconsolas de SEGA. Era una revista de edición mensual, con una estética amena y dirigida a un consumidor joven. Solía ponerse a la venta los primeros días de cada mes. Su precio fue aumentando progresivamente de las trescientas a las cuatrocientas pesetas.
Esta revista era la equivalente a su "revista hermana" Nintendo Acción, pero tuvo una andadura mucho más corta. En enero de 1996 salió a la venta su último número, el 34, siendo esta circunstancia desconocida por los lectores hasta que, a mediados de ese mes, Hobby Press anunció el cierre definitivo de la revista por la caída en sus ventas. Las explicaciones fueron expuestas sucintamente en la edición de Hobby Consolas correspondiente al mes de enero de 1996.

## Secciones
El buzón: Los lectores enviaban cartas a la redacción que eran publicadas en esta sección. En un primer momento, se trataba de una especie de tribuna abierta en la que se expresaban opiniones sobre todo tipo de cuestiones en relación con SEGA, sus videojuegos y sus consolas. Más tarde, ante el éxito de la sección, se amplió el espacio que ocupaba en la revista de una a dos páginas, siendo las publicadas en la segunda página una opinión vertida acerca de una cuestión planteada en el número anterior por la propia redacción de la revista.
Works in Progress: En esta sección se adelantaban imágenes de muestra de videojuegos aún en desarrollo, así como ciertos detalles acerca del sistema de juego, gráficos empleados, etcétera.
Previews: Aquí se ofrecía un pequeño adelanto sobre algunos de los juegos más destacados o esperados que iban a ser comentados en el siguiente o en próximos números.
Reviews: Como su nombre indica, en esta sección se pasaba revista a los juegos que hubiesen visto la luz comercialmente ese mes en España. Cada juego era valorado en una serie de categorías (gráficos, sonido, jugabilidad, etc), en función de las cuales se le otorgaba una puntuación final. Se hacía referencia también a algunas características técnicas, como megabytes de memoria empleada, compañía programadora, etc. Para los juegos del Mega-CD fue necesario añadir apartados especiales que sirviesen como nuevos estándares con los que valorar los nuevos contenidos multimedia.
Listas de éxitos: Con una lista de diez títulos para cada videoconsola, esta sección recogía los juegos mejor valorados por los redactores. Con el tiempo se añadieron nuevas listas para los periféricos que SEGA iba lanzando al mercado, y la lista de los juegos de Mega Drive fue ampliada a veinte títulos.
Mr. Q: Míster Q era (supuestamente) un robot con infinitos conocimientos sobre el mundillo de las consolas de SEGA, y en su sección se daban respuestas a las dudas que los lectores enviaban por carta a la revista.
Otras secciones: "Rincón del Grafitti", donde se publicaban dibujos y 'fan art' sobre los juegos y personajes de SEGA que los lectores enviaban a la redacción; una sección de noticias sobre el mundo de las consolas; otra específica sobre juegos de rol; un apartado para compra y venta de juegos y consolas entre los lectores; y una sección de trucos conformaban, junto con las anteriores, el cuerpo general de la revista, aunque en determinados números se añadían reportajes especiales, concursos o guías para terminar algún juego.